# Polyaspidoidea
Super-famille
Les Polyaspidoidea Berlese, 1913 sont une superfamille d'acariens Mesostigmata. Elle contient plus de 120 espèces, dix genres et trois familles.

## Classification
- Polyaspididae Berlese, 1913
- Trachytidae Tragärdh, 1938
- Dithinozerconidae Ainscough, 1979